# Sclerolobium paraense
Sclerolobium paraense är en ärtväxtart som beskrevs av Huber. Sclerolobium paraense ingår i släktet Sclerolobium och familjen ärtväxter. Inga underarter finns listade i Catalogue of Life.